# カルロス・エドゥアルド・サントス・オリベイラ
エドゥアルド (Eduardo) こと、カルロス・エドゥアルド・サントス・オリベイラ（Carlos Eduardo Santos Oliveira, 1986年11月20日 - ）は、ブラジル・アラゴアス州マセイオ出身のサッカー選手。カンピオナート・ブラジレイロ・セリエA・アソシアソン・シャペコエンセ・ジ・フチボウ所属。ポジションはディフェンダー。

## 経歴

### クラブ
2015年、アトレチコ・パラナエンセへ移籍した。